# The Ghost (film, 1913, Kirkwood)
Pour les articles homonymes, voir The Ghost.
Ne doit pas être confondu avec The Ghost (film, 1913, West).
The Ghost est un film américain réalisé par James Kirkwood Sr., sorti en 1913.

## Fiche technique
- Date de sortie :
  -  États-Unis : 22 août 1913

## Distribution
- James Kirkwood Sr. : Jim
- Gertrude Robinson : Gertrude Howard